# Curtis Sumpter
Pour les articles homonymes, voir Sumpter.
Curtis Sumpter, né le 30 janvier 1984 à Brooklyn (New York), est un joueur de basket-ball professionnel américain. Il joue au poste d'ailier fort.

## Biographie
Curtis Sumpter a fait ses débuts universitaires avec les Villanova Wildcats. À sa sortie de la faculté, en 2007, et malgré des essais avec les Clippers de Los Angeles ou les Wizards de Washington, Sumpter n'est pas drafté et n'intègre donc pas la ligue NBA. Il signe alors chez les Cologne 99ers en Allemagne.
En milieu de saison, Sumpter rejoint Vichy et la Pro A, puis Roanne l'année suivante pour remplacer son compatriote Marcellus Sommerville. En 2009, il part à Gravelines Dunkerque, puis rejoint quelques mois plus tard le Dexia Mons-Hainaut pour deux mois avec option de prolongation, en remplacement de Brandon Costner. Le 21 mai 2010, il rejoint de nouveau la JA Vichy pour remplacer Dounia Issa.